# Ploiaria reticulata
Ploiaria reticulata är en insektsart som först beskrevs av Baker 1910.  Ploiaria reticulata ingår i släktet Ploiaria och familjen rovskinnbaggar. Inga underarter finns listade i Catalogue of Life.